# Reductocelia
Reductocelia (лат.) — подрод жуков-тускляков из семейства жужелиц и подсемейства харпалин (Harpalinae). Восточная Азия, Канада, США.

## Описание
Подрод был впервые выделен в 1989 году российским энтомологом Германом Шлёмовичем Лафером для типового вида Amara kuznetzovi Lafer (= A. chalcophaea ssp. sachalinica Hieke, 1999), и первоначально был монотипическим.
Для подрода характерны следующие признаки: у самок две, а у самцов четыре анальных щетинки, две щетинки на средних бёдрах, 2 щетинки на задних бёдрах, волоски на простернальном межкоксальном отростке отсутствуют, две надглазничные щетинки, есть передние и базальные латеральные волоски на переднеспинке, простые медиальные шпоры передних голеней.

## Виды
К этому подроду относят около 20 видов:

- Amara alacris Tschitscherine, 1899 — Китай, Северная Корея, Россия
  - =Amara egorovi Lafer, 1978[6]
  - =Amara alini Jedlicka, 1942
  - =Amara circumdata Baliani, 1937
- Amara arcticola Poppius, 1906 — Россия
- Amara baimashanica Hieke, 2006[7] — Китай
- Amara baliani Jedlicka, 1935 — Китай
- Amara boreosichuana Hieke, 2010[8] — Китай
- Amara chalcophaea Bates, 1873 — Россия, Япония
  - подвид Amara chalcophaea sachalinica Hieke, 1999
- Amara cholashanensis Hieke, 2000[9] — Китай
- Amara colvillensis Lindroth, 1968[10] — США, Канада, Россия, Аляска
- Amara daochengensis Hieke, 2000[9] — Китай
- Amara daxueshanensis Hieke, 2000[9] — Китай
- Amara dequensis Hieke, 1999[11] — Китай
- Amara gerdmuelleri Hieke, 2010[8] — Китай
- Amara koslowi Hieke, 2010[8] — Китай
- Amara litangensis Hieke, 1994[12] — Китай
- Amara lucens Baliani, 1943[13] — Китай, Северная Корея, Россия
  - =Amara nigromontana Lafer, 1978[6]
  - =Amara nipponica Habu, 1959[14]
- Amara lucidissima Baliani, 1932 — Китай, Тайвань
- Amara markamensis Hieke, 2000[9] — Китай
- Amara minuta (Motschulsky, 1844)[15] — Китай, Северная Корея, Россия, Монголия
  - =Bradytus minutus Motschulsky, 1844
- Amara muliensis Hieke, 2000[9] — Китай
- Amara ovicephala Hieke, 2002[16] — Китай
- Amara poggii Hieke, 1999[11] — Китай
- Amara stricticeps Baliani, 1932 — Китай
- Amara taiwanica Hieke, 1999[11] — Тайвань